# ابوالفضل محترمی
ابوالفضل محترمی،  متولد ۱۳۵۲ در تهران، دانش‌آموخته تئاتر از دانشگاه هنر، دارای مدرک درجه دو هنری از وزارت فرهنگ و ارشاد اسلامی، کارتونیست، مدیر هنری، تصویرساز، انیماتور و کارگردان انیمیشن و ناشر است. همکاری با نشریات و روزنامه‌ها در زمینه کارتون و تصویرسازی برای کتاب‌های طنز و کتاب‌های آموزشی از دیگر اقدامات او در این زمینه است.

## کتاب‌ها
کتاب‌هایی که توسط ابوالفضل محترمی نوشته و تصویرسازی شده‌است عبارتند از:
- مجموعه چهار جلدی کارتون با عنوان "تهرون کارتون"
- یک مسیج بزن روشن شیم
- گدای بارون‌دیده
- سرخابی‌ها
- آدم‌های بی‌باک
- از همین الان همتون سر کارید
- مریض خونه
- شهروند بین‌المللی
- فضای سبزت رو قورت بده
- مولتی‌تفاهم
- جادوی قصه‌ها (تألیف آرتا تاری)

وی همچنین در زمینه تصویرسازی کتاب با طنزنویسان همکاری داشته‌است و نمونه‌هایی از این کتاب‌ها عبارتند از:
- چگونه مدیر فرهنگی شویم/ نویسنده:اسماعیل امینی
- چگونه موسیقیدان شویم/ نویسنده:امید مهدی‌نژاد
- چگونه نقاش شویم/ نویسنده:جلال سمیعی
- چگونه شاعر شویم/ نویسنده:امید مهدی‌نژاد
- شیوه‌های کسب درآمد/ نویسنده: شهرام شهیدی
- مدگرایی و آراستگی/ نویسنده: حسن شاهنگی
- شعبده سینما/ منوچهر اکبرلو

## مسابقات، جشنواره‌ها و جوایز
- نفر سوم مسابقه کاریکاتور"شکار و طبیعت" کیهان کاریکاتور ۱۳۷۳
- برنده مسابقه حضوری کاریکاتور با موضوع "قلم در ستیز با تهاجم" نمایشگاه بین‌المللی کتاب تهران- خرداد ۱۳۷۴
- نفر چهارم مسابقه کاریکاتور "بمب اتمی" مؤسسه گل آقا- ۱۳۷۷
- نفر اول مسابقه کاریکاتور با موضوع اختراع- ایران/ خانه کاریکاتور/ ۱۳۷۸
- نفر دوم مسابقه " ایمنی گاز" سال ۱۳۷۸
- نفر سوم مسابقه کاریکاتور با موضوع شهر بدون پلیس – خانه کاریکاتور/۱۳۸۰
- نفر سوم پنجمین دوسالانه بین‌المللی کاریکاتور تهران با موضوع مهاجرت – تهران / ۱۳۸۰
- برگزیده موزه هنرهای معاصر در مسابقه بین‌المللی فلسطینی خانه ندارد/ مرداد ۱۳۸۱
- نفر دوم کاریکاتور جشنواره مطبوعات / وزارت ارشاد ۱۳۸۲
- نفر اول جشنواره هنر جوان در رشته کاریکاتور - ایران / حوزه هنری- دی ۱۳۸۲
- نفر اول مسابقه کاریکاتور با موضوع تراکم – ایران / وزارت مسکن و شهر سازی/۱۳۸۲
- نفر اول بخش کارتون ششمین فستیوال صنعت کارتون کمیک و انیمیشن در چین-۲۰۰4 (1383)
- نفر اول مسابقه بین‌المللی کاریکاتور با موضوع اعتیاد – ایران/تبریز ۱۳۸۳
- نفر سوم مسابقه کاریکاتور با موضوع معضلات شهری – خانه کاریکاتور/ ۱۳۸۳
- نفر دوم جشنواره مطبوعات شهری – سازمان فرهنگی و هنری شهرداری تهران /۱۳۸۳
- نفر دوم بخش کاریکاتور جشنواره هنر و تکنولوژی – ایران /۱۳۸۴
- برنده اولین دوره مسابقه " تسنیم " رادیو جوان در بخش کاریکاتور۱۳۸۵
- نفر اول بخش کاریکاتور جشنواره " مطبوعات " وزارت ارشاد ۱۳۸۶
- نفر اول بخش کاریکاتور جشنواره " هنر و امنیت " نیروی انتظامی ۱۳۸۶
- نفر اول چهارمین جشنواره مطبوعات شهری – سازمان فرهنگی و هنری شهرداری تهران /۱۳۸۶
- نفر اول بخش کاریکاتور جشنواره "رسانه و اعتیاد " ستاد مبارزه با مواد مخدر ۱۳۸۶
- نفر دوم کاریکاتور استانی – وزارت ارشاد /۱۳۸۶
- نفر سوم دومین جشنواره مطبوعات شهری در بخش کاریکاتور
- نفر سوم بخش " کمیک استریپ " هشتمین دوسالانه بین‌المللی کاریکاتور تهران ۱۳۸۶
- دریافت دیپلم و نشان افتخار از دومین دوره " World Press Cartoon " از کشور پرتقال/۲۰۰۶
- دریافت لوح تقدیر از دومین جشنواره بین‌المللی رسانه‌های دیجیتال وزارت فرهنگ و ارشاد اسلامی / آبان ۱۳۸۷
- کسب مقام اول مسابقهٔ بین‌المللی کاریکاتور با موضوع مقاوم‌سازی/مشهد- ۱۳۸۸
- کسب مقام اول در بخش کاریکاتور دومین جشنواره ملی بیوتکنولوژی/ تهران- ۱۳۹۱
- دریافت مدال برنز از اولین مسابقه بین‌المللی کارتون TEAPOTCARTOONترکیه/ مهر ۱۳۹۲
- دریافت جایزه ویژه جشنواره کارتون با موضوع "مدارا"/ نروژ ۱۳۹۲
- مقام اول جشنواره کارتون «ذهن درخشان» مکزیک /2016
- رتبه دوم جشنواره نمک و فلفل سالن طنز رومانی/ رومانی 2024 [۲]

## داوری
- داوری مسابقه حضوری کاریکاتور با موضوع معضلات شهری- خانه کاریکاتور- بهمن ۱۳۸۳
- داوری چهارمین جشنواره هنرهای تجسمی استان مرکزی در بخش کاریکاتور- بهمن ۱۳۸۴
- داور مسابقه حضوری کاریکاتور با موضوع ساحت قلم نمایشگاه مطبوعات ۱۳۸۵
- داوری اولین دوره مسابقه بین‌المللی کاریکاتور با موضوع " کودکان خیابانی" خانه کاریکاتور/ ایران / ۱۳۸۶
- داوری جشنواره کاریکاتورکشوری با موضوع " اعتراض" دهدشت/ ایران / ۱۳۸۷
- داوری جشنواره کاریکاتورکشوری با موضوع " سهمیه بندی سوخت" همدان/ شهریور ۱۳۸۷
- داوری جشنوارهٔ ملی کاریکاتوربجنورد-۱۳۸۸
- داوری جشنواره بین‌المللی معضلات شهری-خانه کاریکاتور ایران-۱۳۸۹
- داوری جشنواره سراسری کاریکاتور با موضوع حجاب و عفاف/وزارت کشور- ۱۳۹۰
- داوری جشنواره بین‌المللی با موضوع «بورس» / سازمان بورس- اردیبهشت ۱۳۹۱
- داوری جشنواره بین‌المللی با موضوع «بازگشت به خانه» فلسطین/ خانه کاریکاتور - خرداد ۱۳۹۱
- داوری جشنواره سراسری کاریکاتور برق اصفهان- ۱۳۹۱
- داوری جشنواره فرهنگی-هنری دانشجویان دانشگاه‌های علوم پزشکی ایران/کرمان- تیر ۱۳۹۱
- داوری جشنواره کاریکاتور با موضوع «اچ آی وی/ایدز» /UNODC و UNAIDS - مهر ۱۳۹۱
- داوری بخش کاریکاتور جشنواره فرهنگی انار/ فرهنگسرای اشراق- آبان ۱۳۹۱
- داوری جشنواره کاریکاتور "انسان، جنگل، زندگی"/ سازمان منابع طبیعی ساری – اسفند ۱۳۹۳
- داوری جشنواره کاریکاتور "زندگی بدون دخانیات"/ وزارت بهداشت، درمان و آموزش پزشکی – بهار ۱۳۹۵
- هیئت انتخاب دوسالانه کاریکاتور تهران/ 1396

## نمایشگاه
- نمایشگاه جمعی کاریکاتور- نگارخانه هنر- دانشگاه هنر/ فروردین۱۳۷۷
- نمایشگاه انفرادی کاریکاتور-خانه کاریکاتور ایران/ مهر ۱۳۸۱
- نمایشگاه جمعی کاریکاتور- خانه کاریکاتور ایران/ مرداد ۱۳۸۲
- نمایشگاه کاریکاتور- نگارخانه فدک/ آذر ۱۳۸۳
- نمایشگاه جمعی کاریکاتور- خانه کاریکاتور ایران/ تیر ۱۳۸۴
- نمایشگاه جمعی کاریکاتور- خانه کاریکاتور ایران/ تیر ۱۳۸۶
- نمایشگاه کاریکاتور- اداره کل فرهنگ و ارشاد اسلامی استان تهران - نمایشگاه بین‌المللی کتاب تهران/ اردیبهشت ۱۳۹۰
- نمایشگاه انفرادی کاریکاتور- موزه هنرهای معاصر اصفهان بهار ۱۳۹۱
- نمایشگاه جمعی کاریکاتور- فرهنگسرای ملل ایران/ خرداد ۱۳۹۵